# 谢讷贝尔纳
谢讷贝尔纳（法語：Chêne-Bernard，法語發音：[ʃɛn bɛʁnaʁ]）是法国汝拉省的一个市镇，位于该省西部偏北，属于多勒区。

## 地理
谢讷贝尔纳（46°55'13"N, 5°28'59"E）面积3.61 平方千米，位于法国勃艮第-弗朗什-孔泰大區汝拉省，该省份为法国东部内陆省份，北起上索恩省，西北接科多尔省，西临索恩-卢瓦尔省，南至安省，东与杜省和瑞士接壤。
与谢讷贝尔纳接壤的市镇（或旧市镇、城区）包括：谢内德库皮、比耶夫莫兰、莱塞萨尔-泰涅沃、加泰、普勒尔、里村、塞尔热农、塔斯尼耶尔。

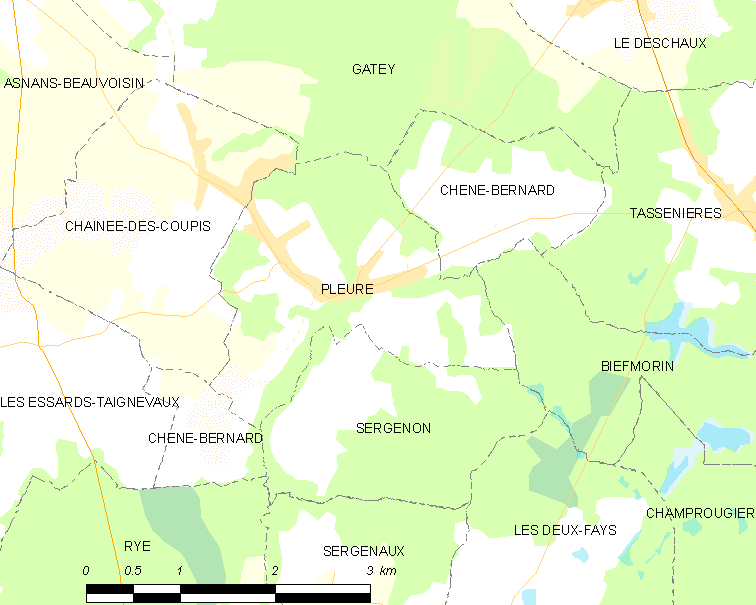
谢讷贝尔纳的OSM定位图

谢讷贝尔纳的时区为UTC+01:00、UTC+02:00（夏令时）。

## 行政
谢讷贝尔纳的邮政编码为39120，INSEE市镇编码为39139。

## 政治
谢讷贝尔纳所属的省级选区为塔沃县。

## 人口

1962-2008年间谢讷贝尔纳人口变化图示

谢讷贝尔纳于2022年1月1日时的人口数量为80人。